# ケヴィン・ハーゲン
ケヴィン・ハーゲン（Kevin Hagen、1928年4月3日 - 2005年7月9日）は、アメリカ合衆国の俳優。

## 出演作品
- 大草原の小さな家（ベイカー医者）
- 死人に口なし
- 悪夢のウィークエンド／恐怖の尼僧誘拐（パピック警部補）
- シェナンドー河（ミュール）
- テキサス保安官